# Mentzelia sivinskii
Mentzelia sivinskii är en brännreveväxtart som beskrevs av J.J.Schenk och L.Hufford. Mentzelia sivinskii ingår i släktet Mentzelia och familjen brännreveväxter. Inga underarter finns listade i Catalogue of Life.